# بيشر (تفسير للتوراة)

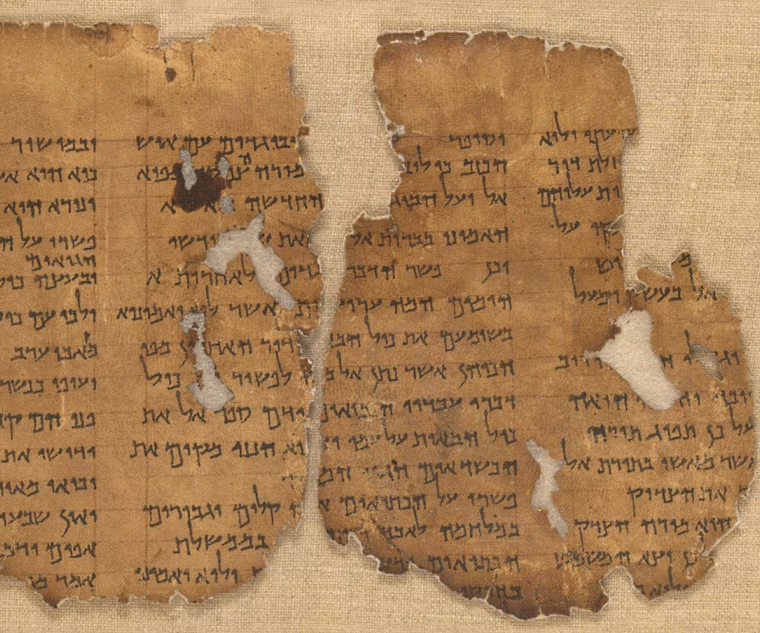

## بيشر
بيشر (بالعبرية: פשר) (باللغة الإنجليزية: Pesher) هي مجموعة من الشروحات التفسيرية للنصوص الدينية التوراتية. عُرفت تعليقات البيشر بعد اكتشاف مخطوطات البحر الميت، تقدم شروحات البيشر نظرية لتفسير النصوص الدينية لعدد من النصوص التوراتية من الكتاب المقدس العبري، مثل سفر حبقوق وسفر المزامير.
يعتقد مؤلفو البيشر أن النصوص الدينية مكتوبة على مستويين؛ المستوى السطحي للقراء العاديين ذوي المعرفة المحدودة، والمستوى الخفي للمتخصصين ذوي المعرفة العميقة. ويتضح هذا بشكل خاص في تفسير حبقوق، حيث يصرح مؤلف النص بأن الله قد كشف لمعَلِّم البر، وهو شخصية بارزة في تاريخ مجتمع الإسينيين، "كل أسرار عباده الأنبياء"، وعلى النقيض من ذلك، فإن الأنبياء والقراء الآخرين للنصوص لم يُكشف لهم سوى تفسير جزئي. والنتيجة لهذه الطريقة في التفسير هي إنشاء بنية أدبية ثابتة، وهو ما يظهر بوضوح في البيشر المستمر، بهدف إعطاء المعنى المبسط لكلمات الأنبياء.

## أنواع البيشر
يوجد نوعان من البيشر عُثِر عليهما في مخطوطات البحر الميت: "البيشر المستمر" و"البيشر الموضوعي".
- البيشر المستمر:

هذا النوع من التفسير يقوم بتحليل كتب محددة من الكتاب المقدس ويقتبس من الكتاب جملة بجملة؛ وبعد كل اقتباس، يتم إضافة تفسير للآية. تم العثور على 15 بيشر مستمر وتاريخها، ويشمل: خمسة على سفر إشعياء وسفر المزامير وأسفار الأنبياء الصغار.
فيما يلي مثال على البيشر المستمر من سفر حبقوق:
"انظروا إلى الأمم، وتعجبوا واندَهشوا؛ لأني أُنجز عملاً في أيامكم، لكنكم لن تصدقوه عندما يُخبَر لكم"
يتحدث التفسير عن غير المؤمنين ويشملهم الكاذب ، حيث لم يستمعوا إلى الكلمة التي تلقاها معلم البر من الله. ويتعلق الأمر بخائني العهد الجديد حيث لم يؤمنوا بعهد الله [ودنسوا] اسمه القدوس.
- البيشر الموضوعي:

هذا النوع يشبه البيشر المستمر حيث أنه يعلّق على الآيات الكتابية ويقتبس منها، ولكنه يركز على موضوع معين (مثل "نهاية الأيام") ويستشهد بنصوص من عدة كتب كتابية (توراتية) بدلاً من تفسير الكتب آية بآية. في هذه النصوص، كانت الكتب الكتابية مرتبطة ببعضها البعض، وبالتالي يمكن تفسير أو توضيح مقطع أو آية في كتاب واحد من خلال مقاطع أو آيات موجودة إما في وقت لاحق في نفس الكتاب، أو حتى في نص آخر.
مثال على البيشير الموضوعي هو النص المعروف باسم فلوريليجيوم (Florilegium). يناقش هذا المخطوط عدة نصوص كتابية بما في ذلك: صموئيل، المزمور،حزقيال، إشعياء، وعاموس.
ينظر هذا النص إلى هذه النصوص بتفسيرات مسيانية ويصف المسيح في اليهودية على أنه ابن الله.

## شخصيات تاريخية في البيشر
يحتوي البيشر على إشارات إلى عدد من الأفراد والمجموعات عبر تفسيرها للنصوص. نظرًا لأن البيشر تشير إلى أحداث محددة وتذكر هؤلاء الأفراد تحديدًا، فإنها تعتبر مهمة لفهم تاريخ قمران وثقافتها في الأوقات التي عاش فيها مؤلفوها. وفيما يلي أبرز الأفراد والمجموعات المذكورة.
- معلم البر:

يُذكر معلم البر ويُشار إليه في العديد من البيشر، بما في ذلك وثيقة دمشق، وتفسير حبقوق، والتعليق على المزامير، وغيرها. يعتبر معلم البر القائد الروحي الرئيسي للإسينيين في قمران، وهويته الدقيقة غير معروفة. يعتقد العديد من العلماء أن معلم البر كان مؤلفًا لبعض النصوص الموجودة في قمران، مثل ترانيم المعلم.
- الكاهن الفاجر:

يُعتبر الكاهن الفاجر الخصم الرئيسي لمعلم البر، والذي سعى أيضًا لقتل معلم البر. هوية الكاهن الفاجر أكثر وضوحًا من هوية معلم البر، حيث يقترح العلماء أنه كان كاهنًا هاسيمونيًا مثل يوناثان أفيُس أو ألكسندر جنايوس. يُذكر الكاهن الفاجر بشكل كبير في تفسير حبقوق، حيث يُذكر أن الكاهن الفاجر كان في البداية جديرًا بالثقة، ولكنه عندما أصبح حاكمًا تخلى عن الله من أجل الثروات وتمرد على الله وارتكب أعمالًا بغيضة. في تفسير المزامير، سعى الكاهن الفاجر لقتل معلم البر لإرساله شريعة إليه، إذا كان الكاهن الفاجر في الواقع هو يوناثان، فقد لقي نهايته في 142 قبل الميلاد على يد ديوتوتوس تريفون، وهو ما يتوافق بشكل جيد مع تفسير حبقوق الذي يعلق على النهاية الرهيبة التي لقيها الكاهن الفاجر.
- رجل السخرية:

كان لمعلم البر خصوم فيما يتعلق بتفسير الشريعة والنصوص، نشأوا من داخل مجتمع قمران نفسه. رجل السخرية هو أحد هؤلاء الأفراد الذين رفضوا ادعاءات معلم البر، وانسحبوا من المجموعة وأخذوا معهم بعض الأتباع. بعد ذلك، أُطلق عليهم اسم رجال السخرية.
- رجل الكذب:

كان خصم معلم البر يُدعى أيضًا رجل الكذب. وفقًا لتفسير المزامير، فإن هذا الفرد تنبأت به النصوص المقدسة وكان ناجحًا في تضليل الناس.
- كتيم:

يُذكر في العديد من التفاسير، بما في ذلك رؤيا الأسابيع، وتفسير إشعياء، وتفسير حبقوق، وتفسير ناحوم، أن مجموعة تُدعى الكتيم تُعتبر عادةً الرومان،و يتم تصوير الكتيم كجنتايل (غير اليهود) على انهم سيلعبون دورًا في الحروب الكبرى في نهاية الزمان.

## مواضيع البيشر
عُثِر على نصوص دينية تحتوي مواضيع مختلفة في قمران.
- الخلاص:

يحتوي تفسير المزامير على موضوع الخلاص، حيث يركز على المذنبين في نظر الله وكيف سيحصل الذين يعملون الخير على مكافآت الحياة. على سبيل المثال، يصرّ النص 4Q171 المقطع 1 على أن المؤمن المخلص يجب أن يحترم الشريعة، ومن لا يفعل ذلك لن ينجو. "تخلى عن غضبك وتجنب الاستياء، ولا تتوق لعمل الشر، لأن فاعلي الشر سيُبادون". مثل هذه التفسيرات للمزامير تمنحها معنى أعمق وتربطها بجميع البشر، حيث تقسم بين من هم صالحون ومن ليسوا كذلك.
- أدب نهاية العالم:

توجد أيضًا مواضيع مرتبطة بأدب نهاية العالم داخل البيشر، ويشمل تفسير إشعياء وتفسير حبقوق، حيث يتحدثان عن مصير أعداء إسرائيل وعدة أحداث أخرى. من الموضوعات ذات الأهمية الخاصة للعلماء المعاصرين الذين يفسرون مخطوطات البحر الميت هي أصل الاعتقاد في حرب نهاية العالم بالقرب من نهاية الزمان، وتحديد العدو في مثل هذه الحرب.
قام عدة علماء بدراسة أوجه الشبه بين المعتقدات الموجودة في المجتمعات المسيحية المبكرة وتلك التي عبّر عنها مجتمع قمران. على سبيل المثال، يقارن ستيفن غورانسون بين مخطوطات البحر الميت وسفر رؤيا يوحنا.
تستخدم كل من مخطوطة منهما أدب القيامة أو الكارثة، لكنهما تختلفان بشكل كبير في وجهات نظرهما حول حرب نهاية العالم.